# Xpujil (zona arqueològica)

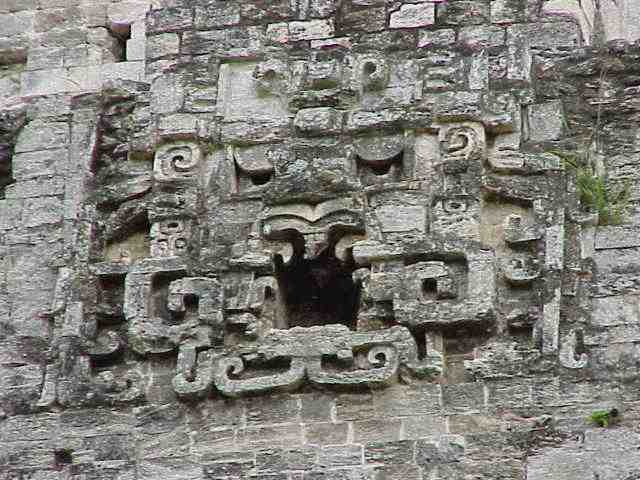
Imatge de detall de la part posterior de la torre central de la denominada Estructura I de Xpujil

La zona arqueològica de Xpujil (també s'escriu Xpuhil, en maia: 'Cua de gat')?, és l'àrea on es troba un jaciment arqueològic maia precolombí, localitzada al sud-est de l'estat de Campeche, a la península de Yucatán, Mèxic. Aquesta zona arqueològica és molt a prop de la població de Xpujil, al ponent de la frontera amb l'estat de Quintana Roo i està envoltada d'altres llocs que contenen vestigis, com Becán i Río Bec. Una mica més al sud, també a Campeche, es troba l'important centre cerimonial de Calakmul.
Hi ha evidència arqueològica que aquest lloc podria estar habitat des de l'any 400 ae. La població precolombina de Xpujil arribà al seu apogeu entre els anys 500 i 750 de, durant el període clàssic mesoamericà i declinà cap a l'any 1100.
El jaciment fou redescobert en els anys 1930. Fins ara se n'han excavat 17 grups constructius que segueixen gairebé tots l'estil de Río Bec. L'Estructura I té l'interés particular que no és d'aquest estil.